# Giannīs Tomaras
Giannīs Tomaras (in greco Γιάννης Τομαράς?, traslitterato anche Ioannis Tomaras o Yianis Tomaras; 16 marzo 1947) è un ex calciatore greco, di ruolo difensore.

## Caratteristiche tecniche
Giocava nel ruolo di terzino destro.

## Carriera
Nel 1971 raggiunse con il Panathinaikos la finale di Coppa dei Campioni. Nel dicembre dello stesso anno subì un gravissimo infortunio nella finale di andata di Coppa Intercontinentale, rompendosi una gamba in due distinti punti.

## Palmarès

### Club

#### Competizioni nazionali
- Campionato greco: 3

Panathinaikos: 1968-1969, 1969-1970, 1971-1972
- Coppa di Grecia: 2

Panathinaikos: 1966-1967, 1968-1969
- Supercoppa di Grecia: 1

Panathinaikos: 1970